# Ōshikōshi no Mitsune

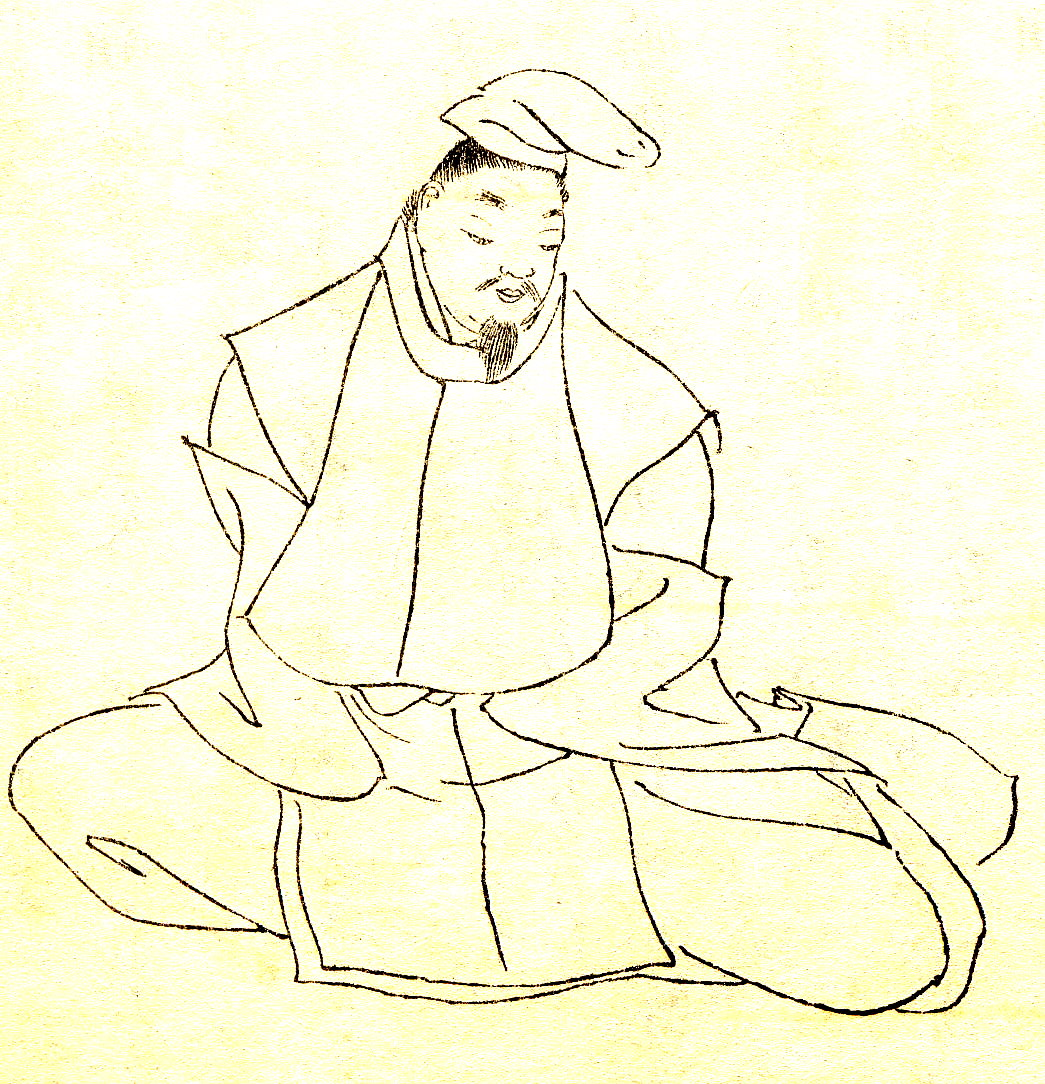
Ōshikōshi no Mitsune par Kikuchi Yosai

Ōshikōshi no Mitsune (凡河内躬恒, actif de 898 à 922) est un poète waka de la cour du début de l'époque Heian, membre des trente-six grands poètes.